# Eichgraben (Zittau)
Eichgraben ist ein Ortsteil von Zittau im Südosten Sachsens. Bis zur Eingemeindung nach Zittau 1965 war Eichgraben ein Ortsteil von Olbersdorf.

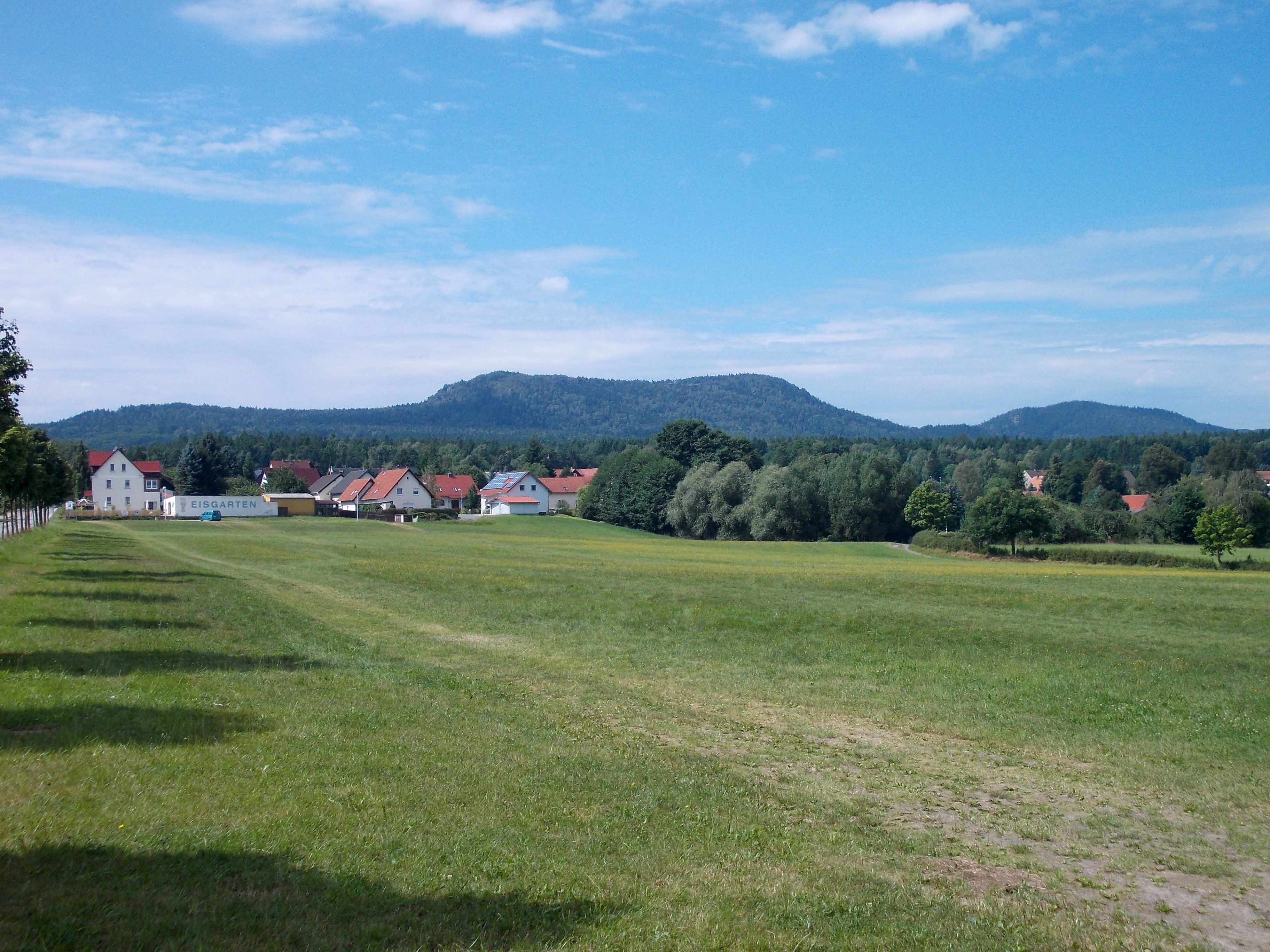
Eichgraben von Nordosten

## Lage und Umgebung
Der Ort liegt am Oberlauf des Pfaffenbaches am Fuße des Töpfers etwa auf halber Strecke zwischen Zittau und dem Luftkurort Lückendorf an der alten Handelsstraße Gabler Straße, der ehemals wichtigen Verbindung zwischen Zittau und Deutsch Gabel in Böhmen (heute hier: Lückendorfer Straße). Am südlichen Ortsrand fließt der Hartauer Pfaffenbach.

## Geschichte
Erstmals urkundlich erwähnt wurde Eichgraben 1582. Weitere Namensformen waren Eichgrund und Eichgrube. Nachdem die Pest 1599 mehr als 8000 Menschen in Zittau und Umgebung dahingerafft hatte, ließen sich Bewohner aus dichter besiedelten Orten am Verbindungsweg (heute: Olbersdorfer Straße) zwischen Mittelweg und Gabler Straße nieder. Auch durch Zuzug aus Böhmen wuchs der Ort bereits im 18. Jahrhundert auf mehr als 100 Einwohner an. Heute hat Eichgraben nach einem zeitweiligen Bevölkerungsrückgang Ende des vergangenen Jahrhunderts wieder gut 700 Einwohner.

## Politik
Sven Ehrig ist derzeitiger Ortsbürgermeister.
Es gibt eine Partnergemeinde in Österreich, welche denselben Namen trägt: Eichgraben in Niederösterreich.

## Schutzgebiete
Nordöstlich der Ortslage Eichgraben befindet sich das FFH-Gebiet Eichgrabener Feuchtgebiet.